# Buskerud
Buskerud ist eine norwegische Provinz (Fylke).

## Wappen
Das Wappen von Buskerud wurde im April 1966 erstellt und zeigt einen kobaltblauen Bären auf einem silberfarbenen Hintergrund. In dem Fylke lebten früher große Bärenpopulationen, doch seit den siebziger Jahren sind die Bären verschwunden. Das Kobaltblau symbolisiert die Kobaltgewinnung und das Blaufarbenwerk Modum. Der silberfarbene Hintergrund repräsentiert die Silberminen in Kongsberg.

## Geografie
Das Fylke erstreckt sich vom Hemsedalsfjell und der Hardangervidda im Nordwesten bis zum Hurumland am Oslofjord im Südosten. Große, parallele Täler mit Flüssen durchziehen das Fylke; von Südwesten das Numedal mit dem Numedalslågen, das Sigdal mit dem Simon, das Hallingdal mit dem Hallingdalselv und dem Snarumselv, und das Ådal mit der Begna sowie dem Ådalselv, der in den Randselv mündet, mit dem Hønefoss und dem Storelv, der in den Tyrifjorden fließt, einen der größten Binnenseen des Landes.
Die Natur des Fylke variiert sehr stark: ausgedehnte Tiefländer wechseln mit Gebirgsgegenden und großen Wäldern. 7 % des Fylke liegen unterhalb 150 m. ü. M., 41 % liegen auf 900 m. ü. M. und höher. Der Küstenstreifen im Südosten liegt am Drammens- und dem Oslofjord. Einige Gebirgszüge erreichen 1000 m. ü. M.
Teile des 1981 gegründeten Hardangervidda-Nationalparks liegen im Fylke Buskerud, in den Kommunen Hol und Nore og Uvdal.
Traditionell wird das Fylke in vier Landschaften unterteilt. Es sind dies Eiker, Ringerike, Numedal und Hallingdal.

## Geschichte
Im Gebiet des ehemaligen Eiker befinden sich die Siedlungen Nedre Eiker und Øvre Eiker, wo Zivilisationsnachweise aus dem 8. Jahrtausend v. Chr. gefunden wurden. Der Schatz von Hoen (norwegisch Hoenskatten), ein Goldfund aus der Wikingerzeit, stammt aus Buskerud.
Das Amt Buskerud wurde 1679 vom Amt Akershus abgespalten und wird seit 1919 als Fylke bezeichnet. Es war bis 1919 in die Vogteien Buskerud, Hallingdal, Numedal und Ringerike eingeteilt.
Im Rahmen der landesweiten Regionalreform ging Buskerud zum 1. Januar 2020 gemeinsam mit den Fylker Akershus und Østfold im neugebildeten Fylke Viken auf. Viken wurde schließlich zum 1. Januar 2024 wieder in die drei Ursprungsfylker unterteilt.

## Verwaltungsgliederung
Buskerud ist seit 2024 in 18 Kommunen unterteilt werden. Bis Ende 2019 gehörten zu Buskerud 21 Kommunen. Die Zahl der Kommunen sank, da im Rahmen der landesweiten Kommunalreform in Norwegen zum 1. Januar 2020 einige Kommunen fusioniert wurden.
| Kommunen- nummer | Name          | Einwohner (2025) | Fläche (km²) | Sprach- form |
| ---------------- | ------------- | ---------------- | ------------ | ------------ |
| 3301             | Drammen       | 105.452          | 317,61       | neutral      |
| 3303             | Kongsberg     | 29.011           | 793,09       | Bokmål       |
| 3305             | Ringerike     | 31.793           | 1.555,1      | Bokmål       |
| 3310             | Hole          | 7065             | 192,68       | Bokmål       |
| 3312             | Lier          | 28.642           | 301,83       | Bokmål       |
| 3314             | Øvre Eiker    | 20.861           | 456,76       | Bokmål       |
| 3316             | Modum         | 14.664           | 517,24       | Bokmål       |
| 3318             | Krødsherad    | 2235             | 374,48       | neutral      |
| 3320             | Flå           | 1117             | 704,27       | Bokmål       |
| 3322             | Nesbyen       | 3266             | 809,63       | Bokmål       |
| 3324             | Gol           | 4888             | 532,5        | Nynorsk      |
| 3326             | Hemsedal      | 2685             | 753,51       | Nynorsk      |
| 3328             | Ål            | 4835             | 1.174,98     | Nynorsk      |
| 3330             | Hol           | 4527             | 1.854,54     | neutral      |
| 3332             | Sigdal        | 3530             | 842,48       | Bokmål       |
| 3334             | Flesberg      | 2797             | 561,91       | Bokmål       |
| 3336             | Rollag        | 1414             | 449,28       | neutral      |
| 3338             | Nore og Uvdal | 2466             | 2.502,16     | neutral      |
| 33               | Buskerud      | 271.248          | 14.694,05    | neutral      |

## Städte und Ballungsräume
Im Jahr 2024 lebten 82,8 % der Einwohner des Fylkes in einem Tettsted, also einer Siedlung, die für statistische Zwecke als eine städtische Siedlung gewertet wird. Die drei größten Tettsteder sind Drammen mit 119.754 der insgesamt 124.540 Einwohnern des Tettsteds, Kongsberg mit 23.569 und Hønefoss mit 17.084 Einwohnern (Stand: 1. Januar 2024).

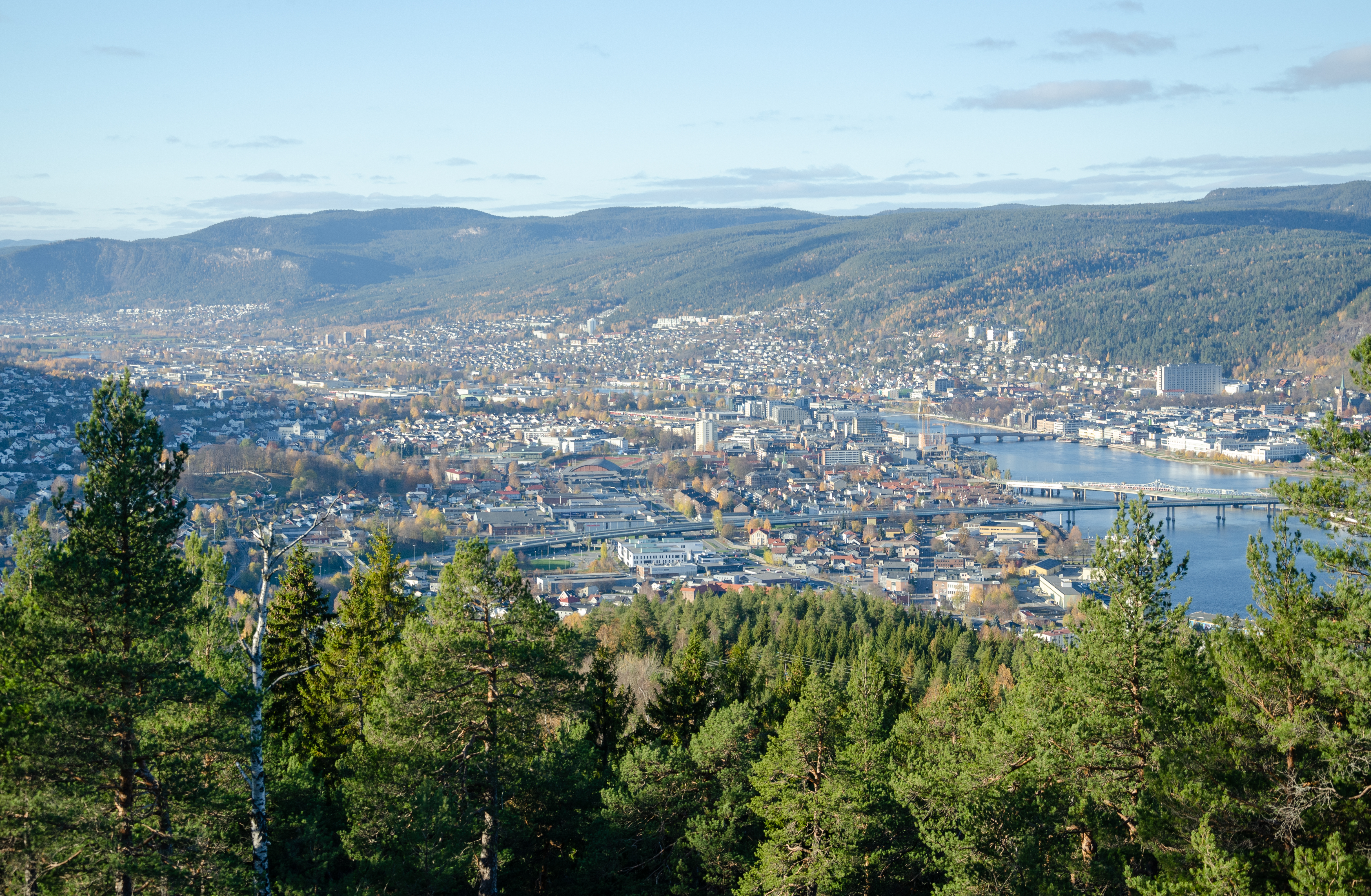
Drammen
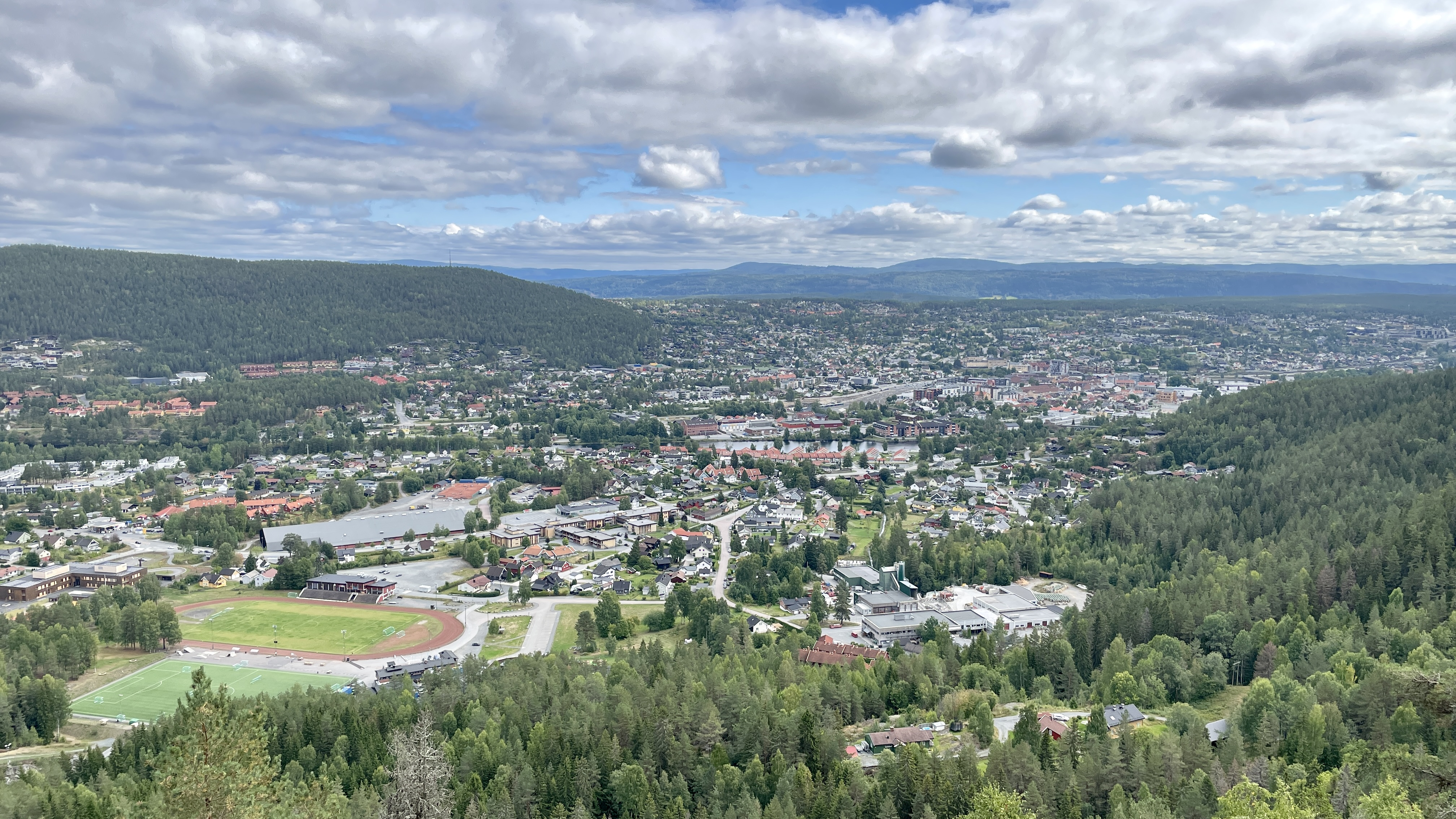
Kongsberg
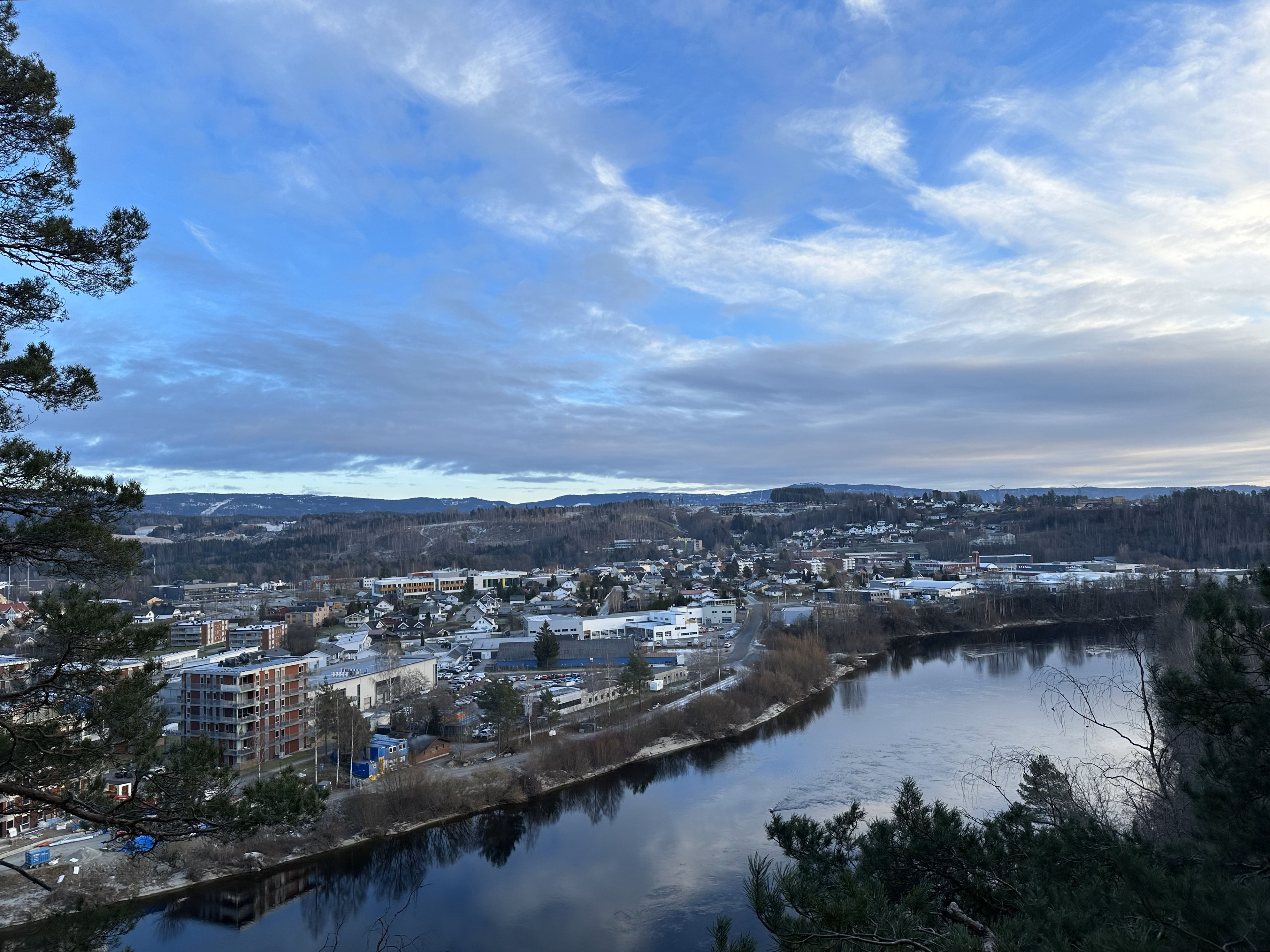
Hønefoss